# Лора-дель-Ріо
Лора-дель-Ріо (ісп. Lora del Río) — муніципалітет в Іспанії, у складі автономної спільноти Андалусія, у провінції Севілья. Населення — 19 393 особи (2010).
Муніципалітет розташований на відстані близько 340 км на південний захід від Мадрида, 50 км на північний схід від Севільї.
На території муніципалітету розташовані такі населені пункти: (дані про населення за 2010 рік)
- Ель-Асебучаль: 149 осіб
- Ель-Аламо: 72 особи
- Лора-дель-Ріо: 17520 осіб
- Лос-Махадалес: 185 осіб
- Ель-Пріорато: 1009 осіб
- Сетефілья: 458 осіб

## Демографія
Динаміка населення (INE ):

## Галерея зображень

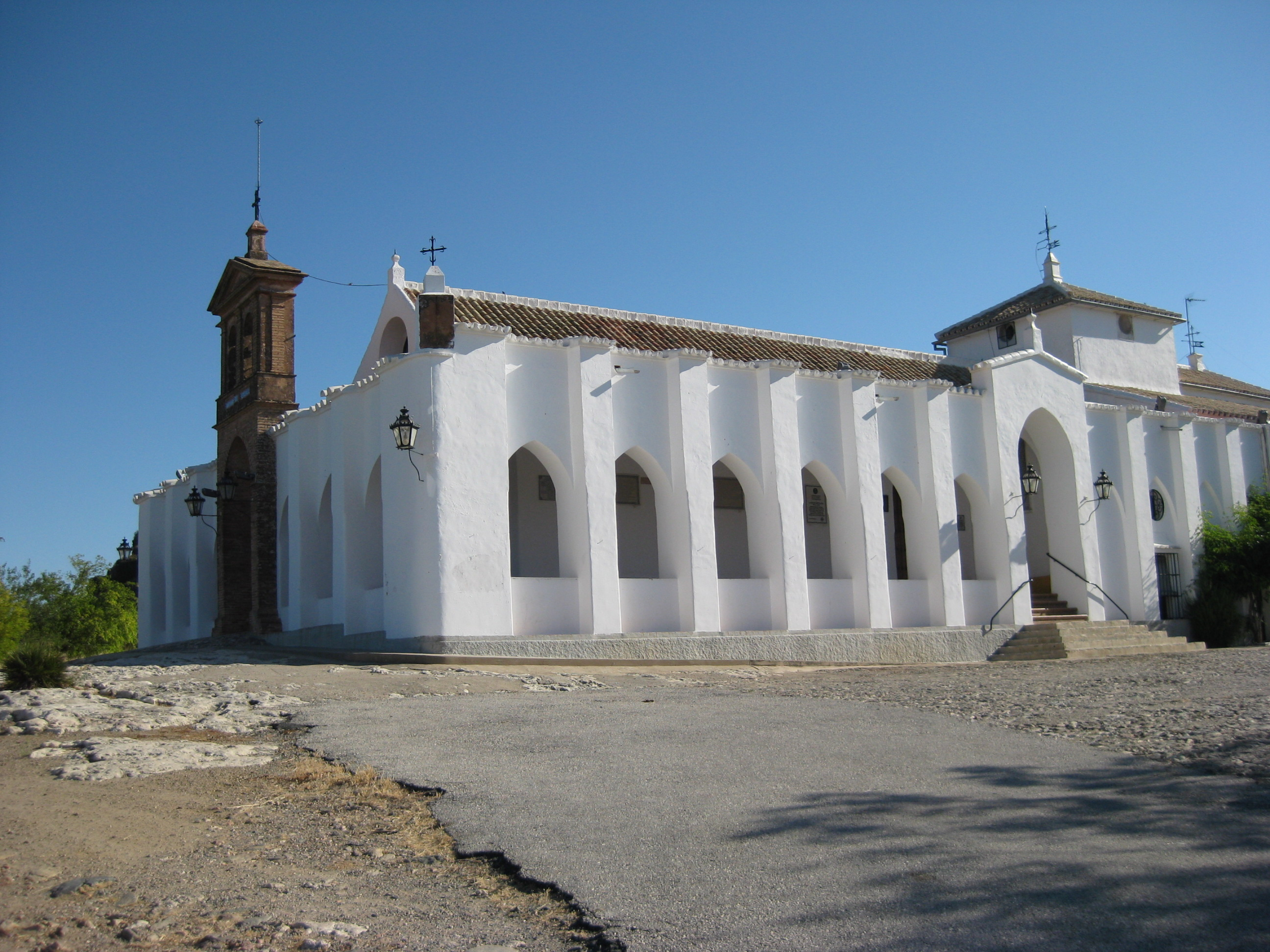
Каплиця, Лора-дель-Ріо